# ヤマサキパン
『ヤマサキパン』は、「2010年度フジテレビ新人アナウンサー」山﨑夕貴が司会を務めるフジテレビの深夜のトークバラエティ番組。フジテレビ新人アナウンサーによる『○○パン』シリーズの第6弾で、新聞ラテ欄（番組表）では文字数の都合により『ヤマパン』と略されることがあり、山﨑の愛称にもなっている。

## 概要
- 当番組は、2010年3月19日まで放送していた、前任者の松村未央（フジテレビ）アナウンサーが司会を務めていた『ミオパン』を引き継ぐ番組である。
- 『チノパン』、『アヤパン』、『ショーパン』、『カトパン』、『ミオパン』と続いた『○○パン』シリーズの第6弾の番組である。
- 番組の放送時間（基本）は、火曜日 - 金曜日0:35 - 0:45（月曜日 - 木曜日深夜）の10分間である。
- 当番組に関する記者発表が、2010年10月5日に行われた[1][2]。
- タイトルコールの決め台詞『レディゴー!』は、『アヤパン』以降引き継がれているもの。
- 番組タイトルは製パン会社の山崎製パンのヤマザキパンにあやかったものであるが、番組スポンサーに就くことはなかった。ただし「○○パン」の「パン」は元来「パンツ」の意[3]である。
- レギュラー放送は2011年3月25日で終了し、4月1日放送のスペシャル番組「春のヤマサキパン祭りSP」をもって完全終了となった。
- 当番組終了と同時に『○○パン』シリーズは9ヶ月間途絶えたが、2012年1月9日から2011年度フジテレビ新人アナウンサーの三田友梨佳とパンクブーブーが司会を務める『ミタパンブー』がスタートする。

## コーナー
オレの花嫁検定
男性ゲストに普段女性を見極める際にチェックしている項目を挙げてもらい、山﨑が花嫁に相応しいかを見極める企画。
負けたらこたえてじゃんけんパン！
山﨑とゲストがじゃんけんを行い、負けた場合は相手の質問に必ず答えなくてはいけない企画。
ゲストの流儀 〜だまされたと思ってやってみて〜
ゲストに自分だけの流儀（こだわり）を紹介してもらい、山﨑が一緒に体験する企画。
ヤマサキパンパンストレッチ
1 - 10回目の放送で行われていた企画。番組の最後に山﨑とゲストが一緒に番組オリジナルのストレッチ体操をする。山﨑いわく「見終わった後によく眠れるよう体を動かす企画」。
など

## 放送リスト
| レギュラー放送 | レギュラー放送 | レギュラー放送               |
| 2010年         | 2010年         | 2010年                       |
| 回             | 放送日         | ゲスト                       |
| -------------- | -------------- | ---------------------------- |
| 1              | 10月19日       | 生野陽子、加藤綾子、松村未央 |
| 2              | 10月20日       | 千野志麻                     |
| 3              | 10月26日       | ケンドーコバヤシ             |
| 4              | 10月27日       | ピース                       |
| 5              | 10月28日       | アイドリング!!!              |
| 6              | 10月29日       | 草野仁                       |
| 7              | 11月2日        | ジャルジャル                 |
| 8              | 11月3日        | 有吉弘行                     |
| 9              | 11月4日        | 池田鉄洋                     |
| 10             | 11月5日        | 蛭子能収                     |
| 11             | 11月9日        | 三浦翔平                     |
| 12             | 11月10日       | はるな愛                     |
| 13             | 11月11日       | 上原多香子                   |
| 14             | 11月12日       | ふかわりょう                 |
| 15             | 11月16日       | GACKT                        |
| 16             | 11月17日       | 相武紗季                     |
| 17             | 11月18日       | サーターアンダギー           |
| 18             | 11月19日       | 平成ノブシコブシ             |
| 19             | 11月23日       | つるの剛士                   |
| 20             | 11月24日       | 滝沢秀明                     |
| 21             | 11月25日       | 谷村奈南                     |
| 22             | 11月26日       | 真琴つばさ                   |
| 23             | 11月30日       | 久保田利伸                   |
| 24             | 12月1日        | 槇原敬之、JUJU、秦基博       |
| 25             | 12月2日        | WaT                          |
| 26             | 12月3日        | 加山雄三                     |
| 27             | 12月7日        | D☆DATE                       |
| 28             | 12月8日        | 高田延彦                     |
| 29             | 12月9日        | 村上ショージ                 |
| 30             | 12月10日       | 優木まおみ                   |
| 31             | 12月14日       | チョン・ダヨン               |
| 32             | 12月15日       | 高橋克実                     |
| 33             | 12月16日       | おかもとまり                 |
| 34             | 12月17日       | テリー伊藤                   |
| 35             | 12月21日       | 森山直太朗                   |
| 36             | 12月22日       | ラサール石井                 |
| 37             | 12月23日       | 早乙女太一                   |
| 38             | 12月24日       | バカリズム                   |
| 2011年         |                |                              |
| 39             | 1月11日        | 三浦理恵子                   |
| 40             | 1月12日        | フレンチ・キス               |
| 41             | 1月13日        | 高橋茂雄                     |
| 42             | 1月14日        | 三浦春馬                     |
| 43             | 1月18日        | マリエ                       |
| 44             | 1月19日        | 河北麻友子                   |
| 45             | 1月20日        | 世界のナベアツ               |
| 46             | 1月21日        | タカアンドトシ               |
| 47             | 1月25日        | 木村祐一                     |
| 48             | 1月26日        | 崎本大海                     |
| 49             | 1月27日        | w-inds.                      |
| 50             | 1月28日        | みずきてぃ＆ぴかり           |
| 51             | 2月1日         | 神保悟志                     |
| 52             | 2月2日         | 木下隆行                     |
| 53             | 2月3日         | 北斗晶                       |
| 54             | 2月4日         | 有田哲平                     |
| 55             | 2月8日         | 中川翔子                     |
| 56             | 2月9日         | 濱田マリ                     |
| 57             | 2月10日        | PUFFY                        |
| 58             | 2月11日        | オードリー                   |
| 59             | 2月15日        | 音尾琢真                     |
| 60             | 2月16日        | 小島よしお                   |
| 61             | 2月17日        | 西島隆弘                     |
| 62             | 2月18日        | ナイツ                       |
| 63             | 2月22日        | CHEMISTRY                    |
| 64             | 2月23日        | 西城秀樹                     |
| 65             | 2月24日        | 渡部豪太                     |
| 66             | 2月25日        | サンドウィッチマン           |
| 67             | 3月1日         | 木下優樹菜                   |
| 68             | 3月2日         | 吉川ひなの                   |
| 69             | 3月3日         | SU                           |
| 70             | 3月4日         | 狩野英孝                     |
| 71             | 3月8日         | 酒井若菜                     |
| 72             | 3月9日         | ビビる大木                   |
| 73             | 3月10日        | ISSA                         |
| 74             | 3月11日        | 栗山千明                     |
| -              | 3月15日        | （番組休止）                 |
| 75             | 3月16日        | 品川ヒロシ                   |
| 76             | 3月17日        | 茂木健一郎                   |
| 77             | 3月18日        | じょんて★もーにんぐ          |
| 78             | 3月20日        | 平子理沙                     |
| 79             | 3月22日        | イ・スンギ                   |
| 80             | 3月23日        | 岡田圭右                     |
| 81             | 3月24日        | D-BOYS                       |
| 82             | 3月25日        | 萩本欽一                     |

| スペシャル放送                  | スペシャル放送                             | スペシャル放送                                             |
| 放送日                          | サブタイトル                               | ゲスト                                                     |
| ------------------------------- | ------------------------------------------ | ---------------------------------------------------------- |
| 2010年12月27日（月）2:05 - 2:35 | 退社直前！アヤパンからのラストメッセージSP | 高島彩                                                     |
| 2011年4月2日（土）1:05 - 2:05   | 春のヤマサキパン祭りSP                     | 山崎邦正、山崎樹範、山崎静代、山里亮太、牧原俊幸、細貝沙羅 |

## スタッフ
- 構成：酒井健作・そーたに
- 美術P：古江学
- デザイン：宮川卓也
- 美術進行：内山高太郎
- 大道具：佐藤直樹
- アクリル装飾：斉藤祐介
- 電飾：倉持光洋
- メイク：山田かつら
- TD・SW：勝村信之
- カメラ：馬場義土
- VE：安藤悠人
- 音声：唐渡健夫
- 照明：黒井宏行
- 手書きタイトル：湯浅信人
- CGディレクター：鈴木鉄平
- CGデザイン：久保田幸
- 装飾タイトル：竹内理恵
- TK：水越理恵、星美香
- 音響効果：斉藤信之
- 編成：情野誠人
- 広報：植村綾
- 振り付け：HARU
- 作曲：山崎哲雄
- 番組デスク：佐熊礼子
- 技術協力：IMAGICA
- AP：倉科知美
- FD：吉田渉
- ディレクター：松本祐紀、蜜谷浩弥、鈴木善貴、古澤光広
- プロデューサー：江本薫
- チーフプロデューサー：宮道治朗、神原孝、佐々木将、浜野貴敏
- 制作著作：フジテレビ

## 同時ネット放送局
- フジテレビ
- 岩手めんこいテレビ - 東北地方太平洋沖地震（東日本大震災）の影響により、2011年3月14日からの週は同時ネット休止。21日放送分からネット再開し、24日まで放送。
- 仙台放送 - 東日本大震災の影響により、2011年3月15日および22日からの週は同時ネット休止。4月2日のスペシャル番組はネット。
- 長野放送
- テレビ長崎
- 岡山放送 - キー局及びその他の同時ネット局とは遅れネットで2010年11月4日よりネット開始。また火曜日・水曜日はローカル番組放送のため木曜日・金曜日のみのネット。ちなみに山﨑の出身地・岡山県の地元局でもある。ネットにあたり地元向けに制作した番宣CMが流れている（『めざましどようびメガ』の中継で岡山放送を訪れた際に撮影）。

※長野放送・テレビ長崎・岡山放送は『○○パン』シリーズ初のネットとなる。また、東北2局以外でも同時ネットを見送った放送回あり。

## テーマ曲
- Bachelor Pad （Fantastic Plastic Machine）